# Hafenlohr
Hafenlohr – miejscowość i gmina w Niemczech, w kraju związkowym Bawaria, w rejencji Dolna Frankonia, w regionie Würzburg, w powiecie Main-Spessart, wchodzi w skład wspólnoty administracyjnej Marktheidenfeld. Leży w Spessart, około 15 km na południowy zachód od Karlstadt, nad Menem.

## Dzielnice
W skład gminy wchodzą dwie dzielnice: 
- Hafenlohr
- Windheim (od 1974 r)

## Demografia
| Rok  | Liczba mieszkańców |
| ---- | ------------------ |
| 1970 | 1804               |
| 1987 | 1721               |
| 2000 | 1877               |
| 2005 | 1833               |

## Oświata
(na 1999)

W gminie znajduje się 73 miejsc przedszkolnych (z 65 dziećmi) oraz  szkoła podstawowa (12 nauczycieli, 184 uczniów).